# Delfi
Den här artikeln handlar om staden Delfi. För andra betydelser, se Delphi.

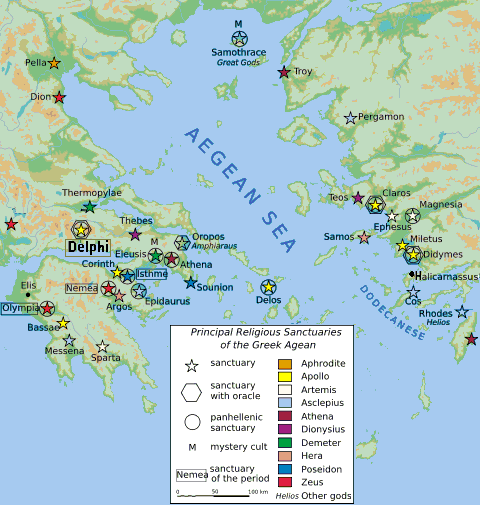
Delfis läge i Grekland.

Delfi, (grekiska Δελφοί Delphoi, latin Delphi) är både en modern och en forngrekisk stad i prefekturen Fokis i Grekland. Dess stora betydelse härrörde under antiken från det berömda orakel som fanns i stadens Apollontempel. Det arkeologiska området i Delfi blev 1987 uppsatt på Unescos världsarvslista.

## Geografi

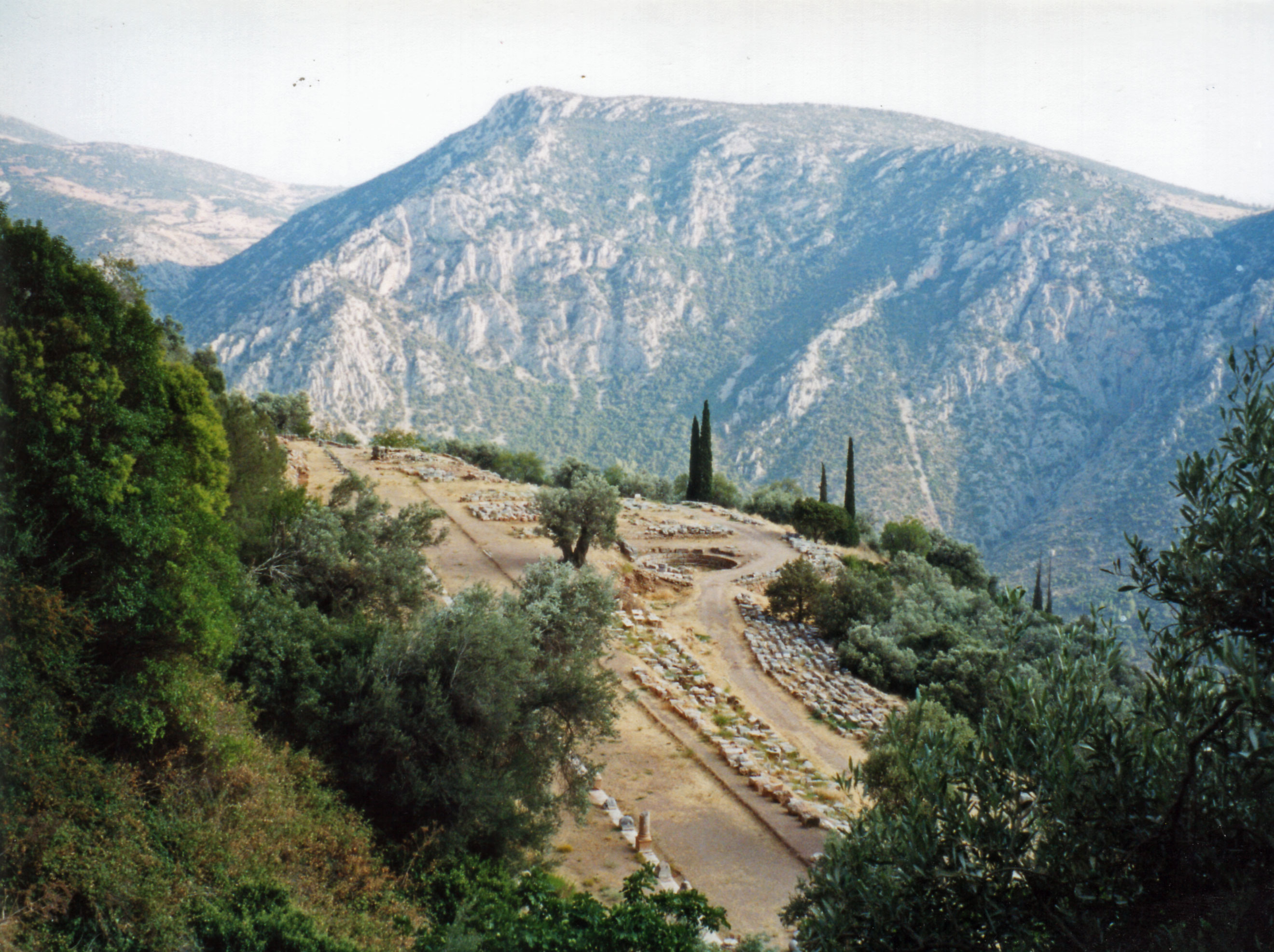
Utsikt över gymnasion.

Delfi är beläget vid södra foten av berget Parnassos, nära den åt muserna helgade källan Kastalia och floden Pleistos. Området runt Delfi är mycket vackert, och ligger på 500 meters höjd vid foten av Parnassos, som är över 2 500 meter högt. I Delfi finns det svala källor, ståtliga träd och vackra blommor, och man ser bort till en av Medelhavets vikar några kilometer ner i dalen. Mitt i staden ligger Apollons tempel, som är byggt över en underjordisk källa som spyr ut svavelhaltiga gaser, vilka ska ha inspirerat oraklet till sina spådomar.

## Oraklet i Delfi
Oraklet sägs ursprungligen ha tillhört Gaia (jordgudinnan). Från henne övergick det först till Themis och slutligen till Apollon. Att templet gick över till Apollon sattes i förbindelse med dödandet av draken Python, varifrån man även härledde det äldre namnet Pythó, under vilket orten redan i de homeriska sångerna prisas för sitt orakeltempel, som var välsignat med rika skatter. Sedan detta urgamla tempel brunnit ned år 548 f.Kr. insamlades från hela Grekland bidrag till dess återuppbyggande, vilket för ett pris av 300 talenter övertogs av alkmaioniderna, som fördrivits från Aten. Av dem utfördes återuppbyggnaden på ett ännu praktfullare och kostsammare sätt än ackordet föreskrev. Det nya templet smyckades sedermera av attiska konstnärer med härliga bildverk. I dess försal (pronaos) tänkte tänkespråk på herklules av Greklands sju vise. I den innersta helgedomen (adyton) öppnade sig den orakelgivande jordrämnan, och där befann sig även den s.k. "jordnaveln" (omfalos), ett kägelformigt marmorblock som betecknade Delfi såsom jordens medelpunkt.

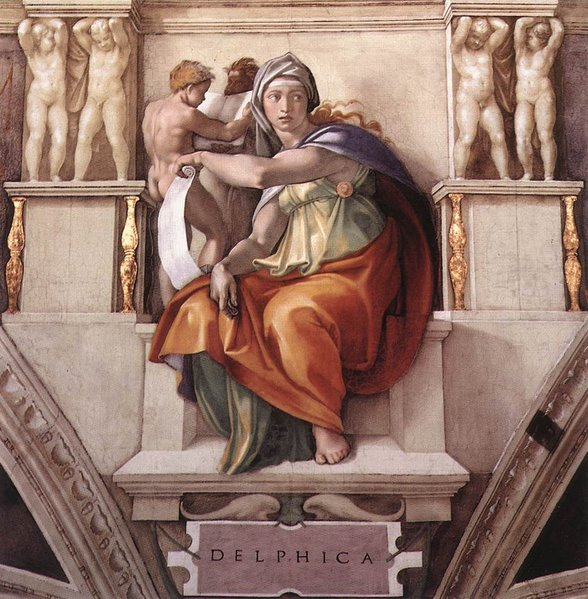
Sibyllan i Delfi av Michelangelo.

Det delfiska oraklet förestods av ett talrikt och väl organiserat prästerskap, vilket som sitt verktyg använde den s.k. Pythia, Apollons prästinna. När oraklet skulle rådfrågas, fördes Pythia, efter förberedande offer och reningsceremonier, in i tempelcellan, där hon tog plats på en trefot över jordrämnan. Under inflytande av de uppstigande giftiga ångorna råkade hon i ett krampaktigt extatiskt tillstånd och utstötte osammanhängande ord. Dessa sattes därefter av prästerna samman, i episkt versmått, till svar, som oftast var dunkla och mångtydiga. Ett av de mer berömda exemplen på detta är när den lydiske kungen Krösus frågade oraklet hur det skulle gå för honom i kriget mot Persien. Oraklet svarade att om Krösus korsade floden Halys skulle ett stort rike gå under. Krösus tog det som ett gott tecken och korsade floden, varpå hans rike gick under. I en senare tid gavs dock orakelsvaren merendels på prosa.
Till en början lär orakelsvar ha meddelats endast en gång om året, på sjunde dagen av vårmånaden "Bysios", men sedermera under en viss tid varje månad. De många orakelsökande medförde naturligtvis rika skänker, och därigenom hopades småningom omätliga skatter. Genom vidsträckta förbindelser och ett klokt aktgivande på tidens tecken kunde prästerna ofta meddela välgrundade råd och förutsägelser med avseende på krigsföretag, koloniers anläggande och andra politiska angelägenheter. De förstod också ganska väl konsten att utsprida orakelsvar efter viktiga tilldragelser, för att ge sken av att ha förutsagt vad som skulle inträffa (s.k. oracula ex eventu). Oraklets inflytande var under den äldre tiden synnerligen stort inom hela den grekiska världen; framför allt lade spartanerna, som var ivriga Apollondyrkare, stor vikt på att stå i gott förhållande till det och att i alla sina företag låta leda sig av dess röst. Även främmande furstar och stater sökte ofta råd hos den delfiske guden. Småningom förlorade dock oraklet sitt anseende, dels till följd av stigande upplysning, dels även därför att prästerna genom uppenbar partiskhet och besticklighet ådrog sig allmänt misstroende, så att till exempel Cicero kunde beteckna de orakelsvar som utgick från Delfi som i högsta grad föraktliga. Under den romerska kejsartiden höjde sig oraklet åter något i anseende; men det rådfrågades mestadels endast rörande obetydliga privata angelägenheter. I kyrkofädernas skrifter angrips det med stor bitterhet såsom en av hedendomens fästepunkter.

## Politik och historia

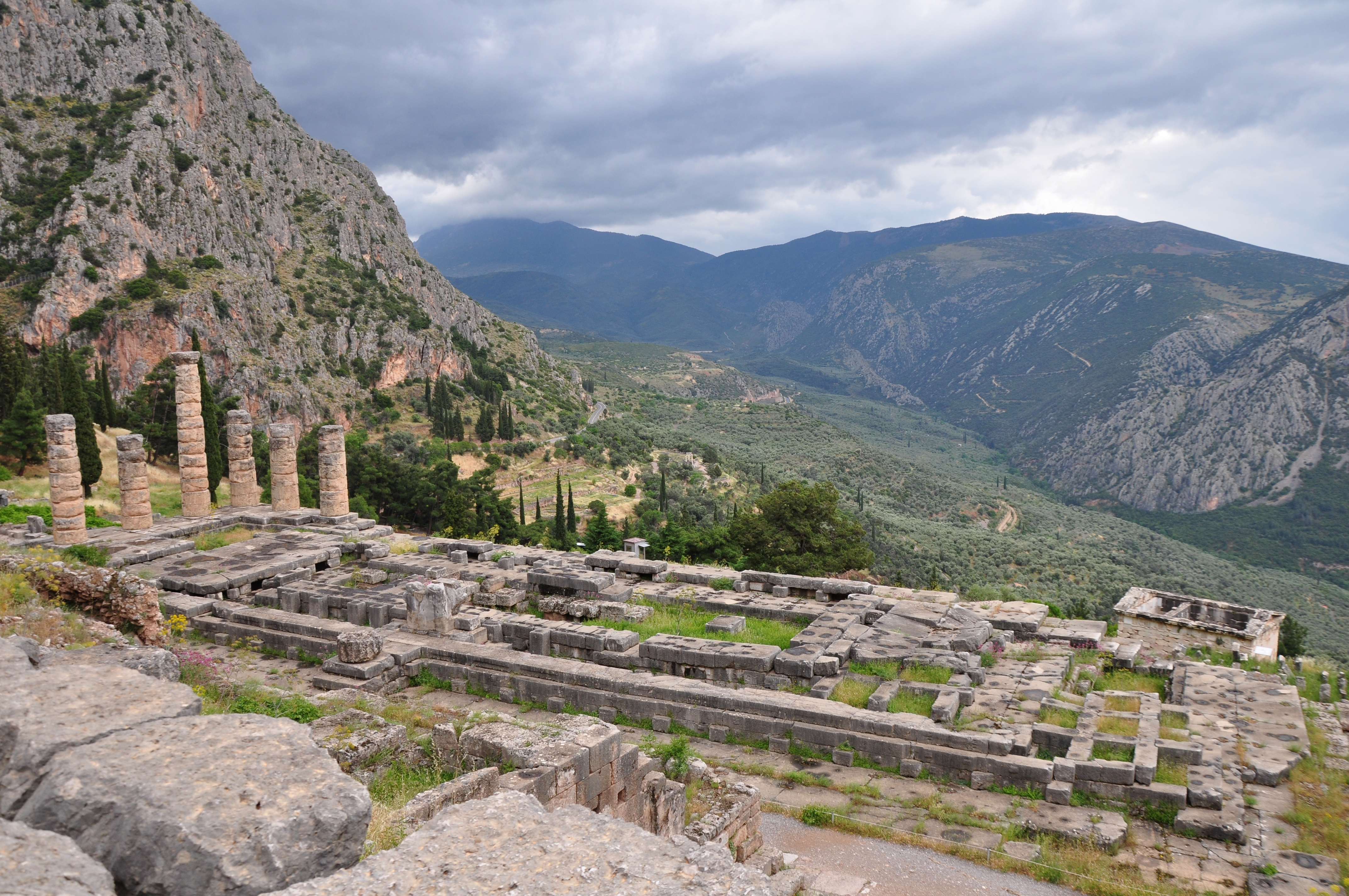
Apollons tempel

I Delfi höll det amfiktyoniska förbundet den ena av sina två årliga sammankomster, och skyddandet av det delfiska templet var ett av dess viktigaste åligganden. Under dess ledning stod även de pythiska spelen, som vart fjärde år firades till Apollons ära.
I politiskt hänseende var Delfi under äldre tider beroende av den närbelägna staden Krisa, i vars hamn, Kirrha, de sjöledes ankommande delfiska pilgrimerna brukade landstiga. Men de utpressningar, som Krisas invånare tillät sig mot dessa pilgrimer, föranledde det av amfiktyonerna anstiftade "heliga kriget" (596-586 f.Kr.), vilket slutade med Krisas fullständiga förstöring. Stadens område, det s.k. krisaiska fältet, helgades åt Apollon, och dess användning till profana ändamål belades med strängt straff. Med spartanernas biträde frigjorde sig delfierna år 448 f.Kr. även från det fokiska stadsförbundet. Visserligen blev de kort efteråt av atenarna, genom det s. k. "andra heliga kriget", tvungna att återinträda i sitt gamla förhållande till de fokiska städerna, men genom Nikiasfreden år 421 f.Kr. erkände även Aten Delfi såsom en oberoende stat. Under det "tredje heliga kriget" (357-346 f.Kr.) satte sig fokierna i besittning av de rika tempelskatterna och befäste sig i den förut öppna staden. Genom Filip II av Makedoniens inblandning blev de likväl slutligen besegrade och skoningslöst straffade. Sedermera bibehöll Delfi, åtminstone till det yttre, sin självständighet ända till det romerska kejsarrikets sista dagar. Under det mithridatiska kriget plundrades templet av Sulla. Av den nästan oöverskådliga mängd plastiska konstverk som under århundraden samlats i Delfi fördes en betydlig del till Rom av Nero. Senare kejsare följde exemplet, i synnerhet Konstantin den store, för smyckandet av den nya huvudstaden Konstantinopel.

## Stadsplan

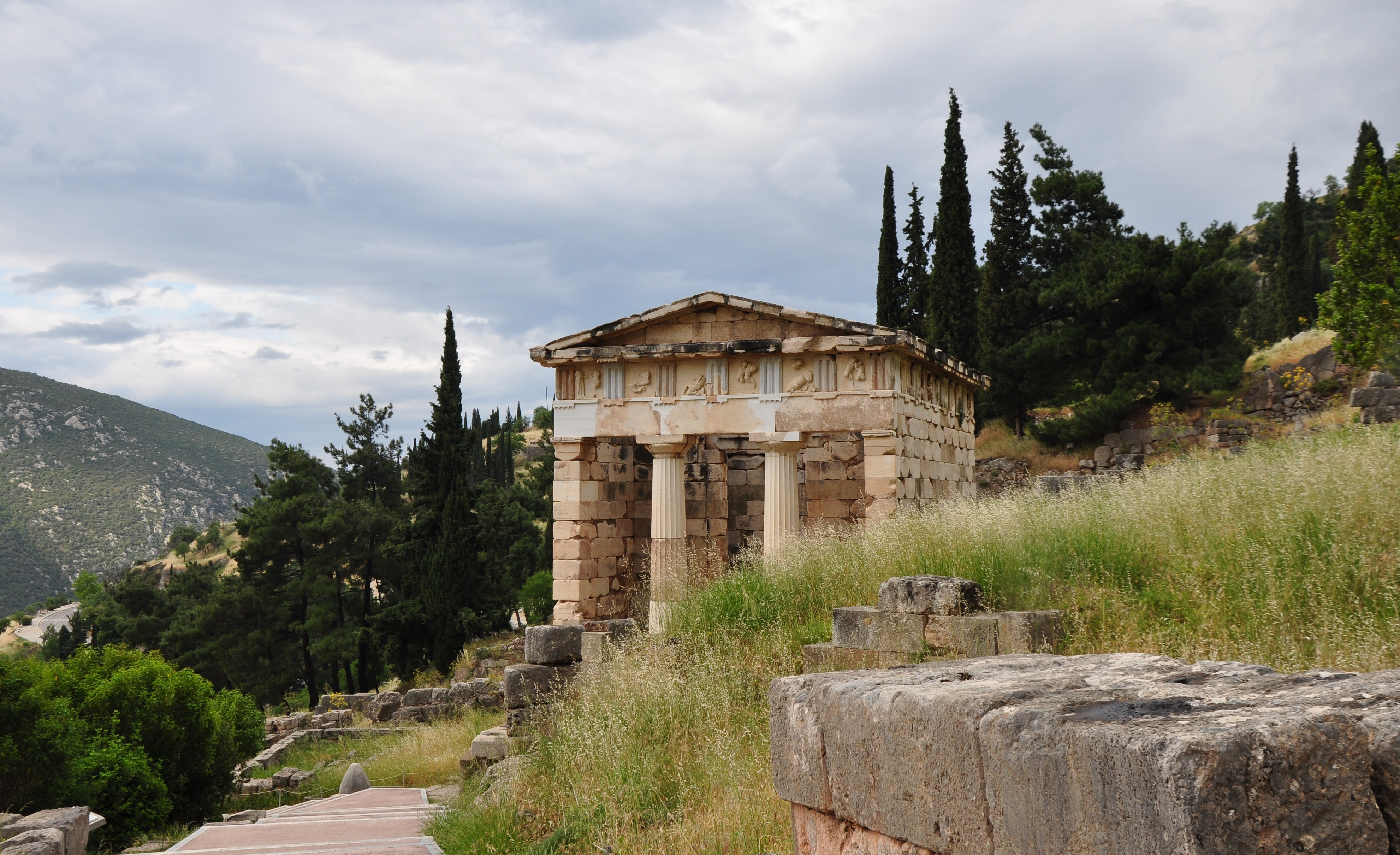
Atens skattkammare.

Av fornlämningar kan man i Delfi ännu skönja rester av det stora Apollontemplet och den omgivande inhägnaden (peribolos) samt åtskilliga andra byggnader. Den av nämnda inhägnad omslutna helgedomsplatsen (temenos) bildade en något avlång och oregelbunden fyrkant, med största utsträckning (nära 200 meter) i norr och söder. Tillträde lämnades genom fem portar på vardera långsidan. Från huvudporten i sydöstra hörnet förde den heliga processionsvägen i sicksack genom den kuperade och starkt stigande terrängen upp till Apollontemplet i områdets mitt. Vägen omgavs på båda sidor av en mängd bildstoder och bildgrupper samt små tempelliknande byggnader, till stor del utgörande s.k. skattkammare (thesauroi), som tillhörde de särskilda grekiska staterna, vilka där förvarade de dyrbarheter de förärade den delfiske guden. I tempelområdets norra del återfinns den heliga källan Kassotis, vars vatten användes vid religionsceremonierna. Områdets nordvästra hörn intas av en teater. Utanför området låg i nordväst ett stadion och i sydöst ett gymnasion.

## Lämningar och utgrävningar
Delfis fornlämningar, beträffande vilka den forngrekiske resebeskrivaren Pausanias utförliga skildring ger en god ledning, har länge tilldragit sig arkeologernas uppmärksamhet, och utgrävningar har utförts vid ett flertal tillfällen. 
Under medeltiden, Delphi upptäcktes av Ciriaco av Ancona (1436).
År 1891 beviljade omsider den franska staten medel till en fullständig utgrävning av platsen, under ledning av Theophile Homolle, föreståndaren för Frankrikes arkeologiska skola i Aten. Följande år kunde arbetet ta sin början, sedan man först måst flytta den betydande nygrekiska byn Kastri, som uppförts på själva tempelområdet. Arbetet avslutades först 1901. Dessa grävningar har, förutom fastställandet av Delfis topografi, gett en synnerligen rik skörd av byggnadsrester, plastiska konstverk och framför allt en oerhörd massa inskrifter, som har stor betydelse för Delfis och hela Greklands historia. Fynden bevaras i ett 1903 öppnat museum, som i sina sex rum bland annat rymmer rester av bildverket i Apollontemplets bägge gavelfält, av atenarnas skattkammare och metoper med amasonstrider från ett runt doriskt tempel.

## Galleri

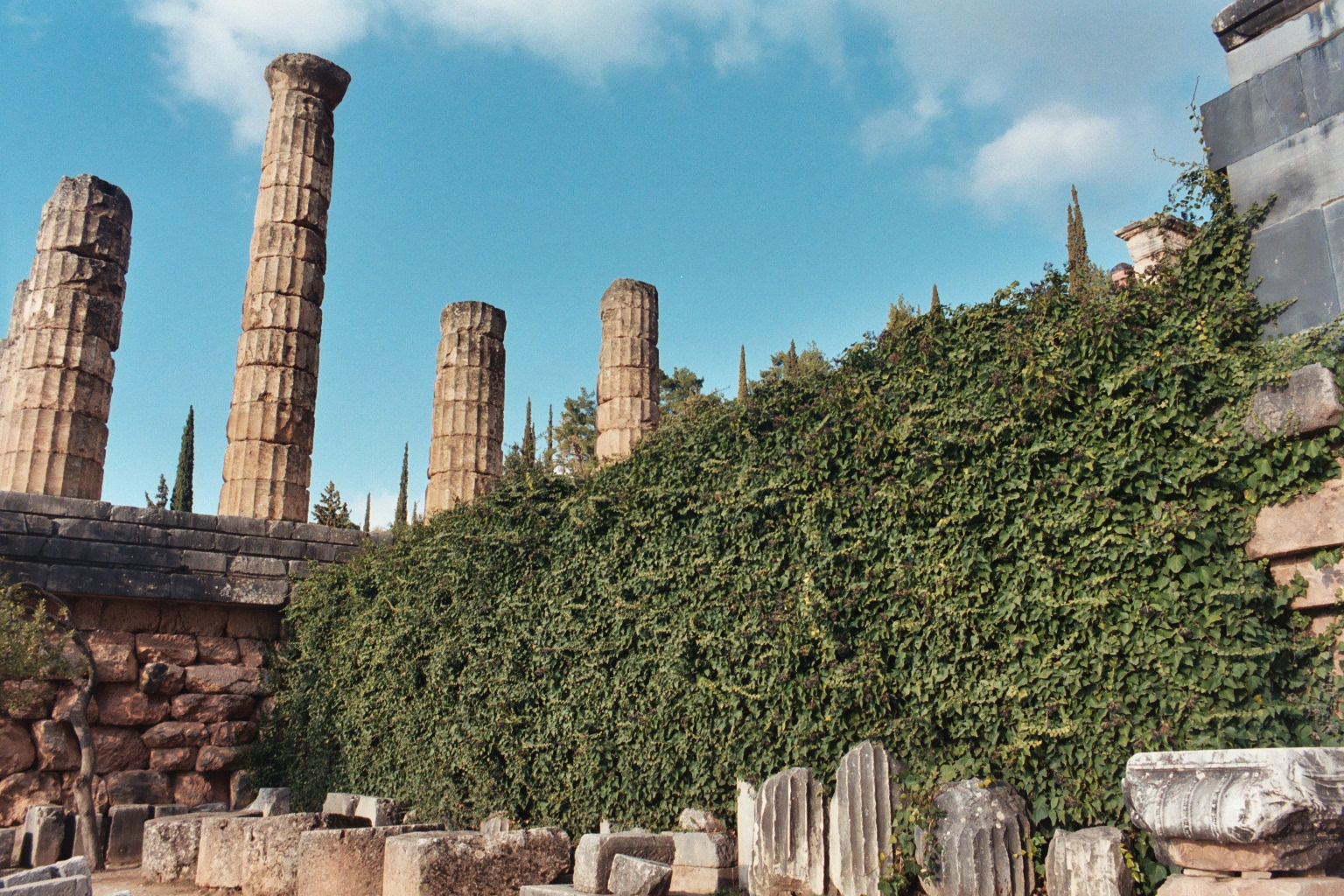
Apollontemplet.
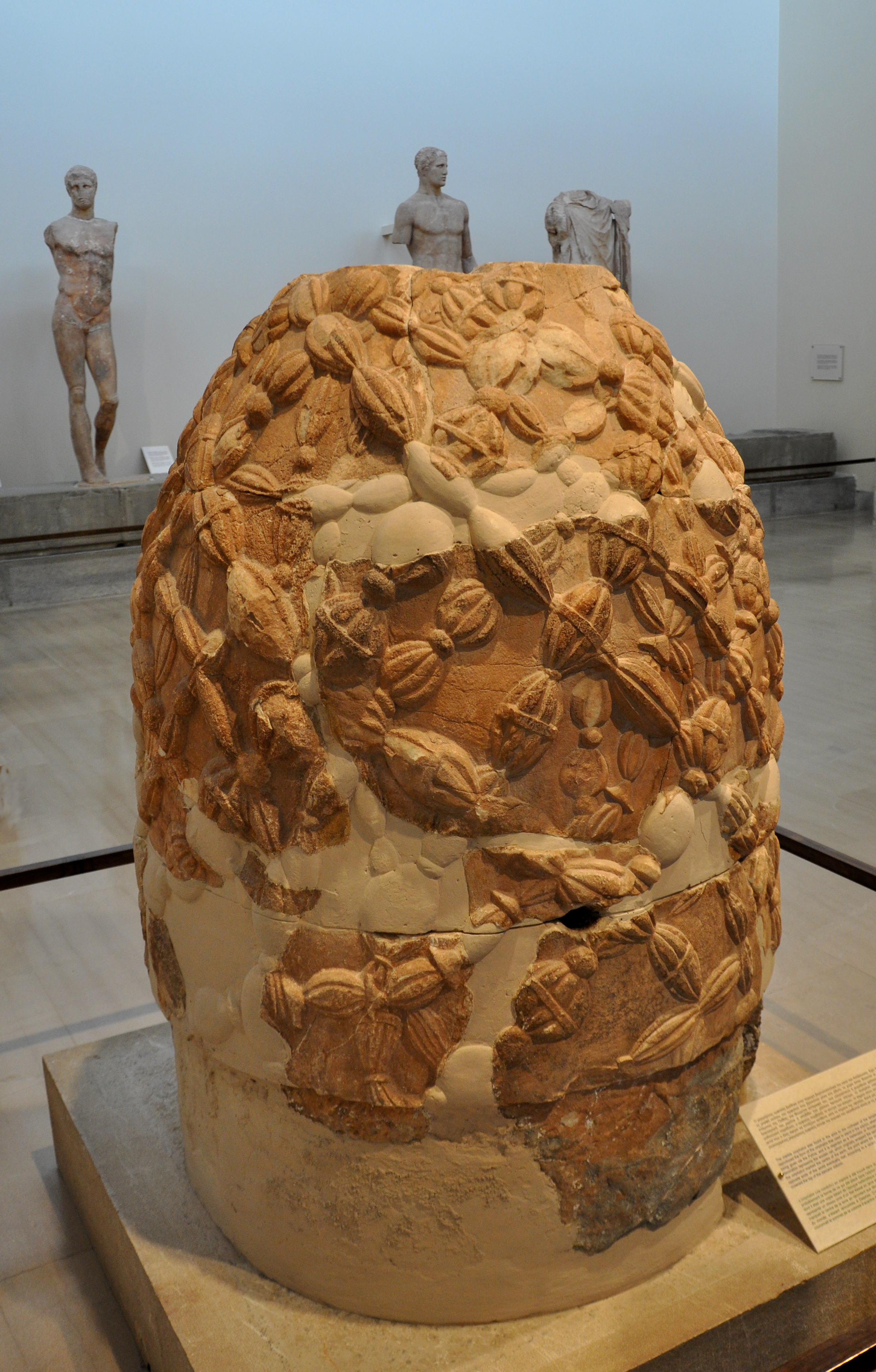
"Jordens navel" eller omfalos fanns i Delfi, numera befinner den sig i det arkeologiska museet.
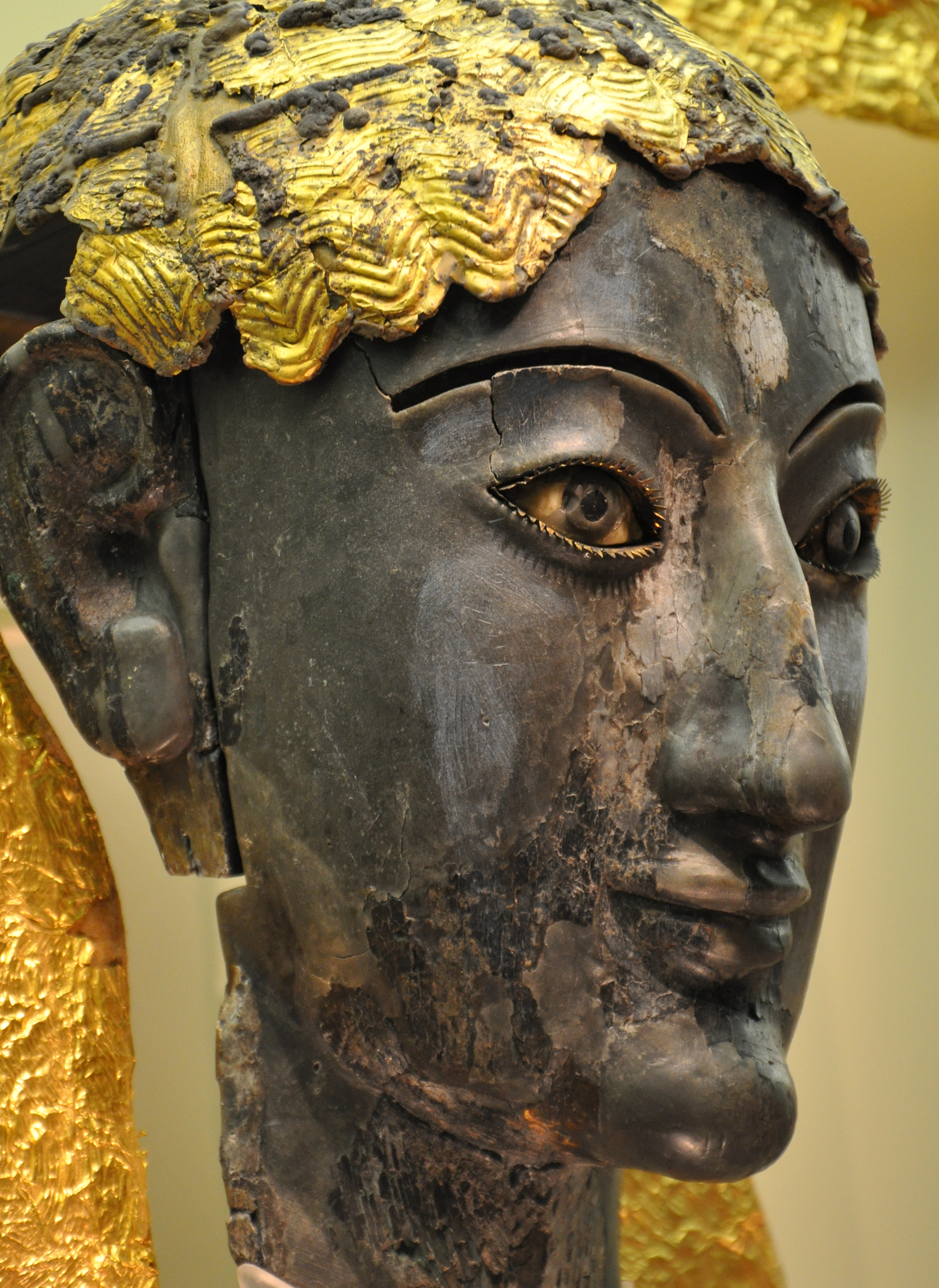
Arkaisk skulptur i Delfis arkeologiska museum. Den är utförd i kryselefantin och tros föreställa guden Apollon.